# 小行星15565
小行星15565（15565 Benjaminsteele）是一颗绕太阳运转的小行星，为主小行星带小行星。该小行星于2000年4月5日发现。

## 轨道参数
小行星15565的轨道半长轴为2.8594010 UA，离心率为0.085。